# 鉤葉青毛蘚
鉤葉青毛蘚（学名：Dicranodontium uncinatum）为曲尾蘚科青毛蘚屬下的一个种。

## 扩展阅读
- 維基物種上的相關：鉤葉青毛蘚